# John Charles Ryle

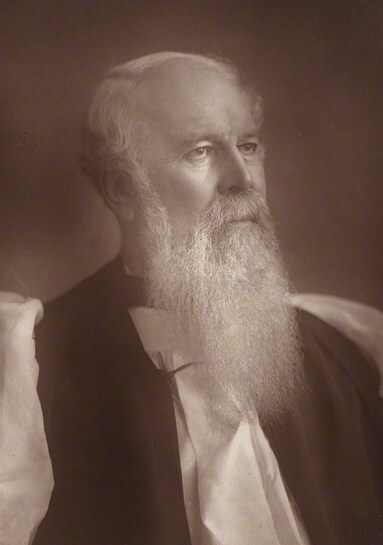
J. C. Ryle.

John Charles Ryle (Macclesfield, 1816 – Liverpool, 1900) was een bisschop in de Anglicaanse Kerk. Op 64-leeftijd werd hij bisschop in Liverpool. Hij heeft dit ambt 20 jaar (tot zijn dood) bekleed. In de verkondiging van het Woord stond Ryle in de reformatorische traditie. Na zijn dood verdween Ryle in Engeland vrij snel in de vergetelheid Volgens James Packer (1926-2020) kwam dit omdat Ryle zijn laatste levensjaren werd afgedaan als een 'prehistorisch verschijnsel'. Ryle stierf op een moment dat zich een geweldige omwenteling voltrok ten opzichte van het orthodoxe christendom. Het duurde tot halverwege de twintigste eeuw dat het tot in de Britse wereld tot een herontdekking kwam van het leven en de werken van Ryle. 
In Nederland was het de christelijke gereformeerde predikant C. Smits (1898-1994) die in 1972 een werk van Ryle opnieuw onder de aandacht bracht door een vertaling van het boek Warnings to the Churches. Dit boek kreeg in bevindelijk-gereformeerde kring waardering. Nederlandse vertalingen van Ryle worden (mede vanwege zijn praktische benadering) sindsdien nog altijd gelezen. In 2016 verscheen een Nederlandse vertaling van een biografie van Ryle geschreven door de Britse predikant Iain Hamish Murray Eenzaam om het evangelie.

## Jeugd en afkomst
"Was ik gestorven voor mijn eenentwintigste, dan zou ik zeker voor eeuwig verloren zijn gegaan, als er zoiets bestaat als het eeuwig verderf in de hel - en daar twijfel ik niet aan", schreef Ryle toen hij in 1873 op zijn jeugd terugblikte. "Tussen mijn zevende en mijn eenentwintigste bad ik nooit en las nooit één letter in mijn Bijbel." Dit leventje leefde hij, zo schrijft Ryle, totdat hij ontdekte dat hij een ziel had. 
Ryle was de zoon van een bankier en werd in weelde en luxe groot gebracht. Hij studeerde in de periode 1834-1837 aan de prestigieuze Universiteit van Oxford. Hierna was hij werkzaam als jurist in Londen en werkte op de bank van zijn vader in Macclesfield. In 1841 ging de bank van zijn vader failliet. 
In de winter van 1837 had zich een verandering voltrokken in het leven van Ryle. "Tot op de dag van vandaag herinner ik mij dat mij niets zo duidelijk voor ogen stond als mijn eigen zondigheid, de dierbaarheid van Christus, de waarde van de Bijbel, de absolute noodzaak om te breken met deze wereld, de noodzaak van wedergeboorte en de uitgesproken dwaasheid van het leerstuk over wedergeboorte door de doop. Het leek wel of al deze elementen mij als een zonnestraal troffen in de winter van 1837. En sindsdien liggen zij verankerd in mijn wezen."

## Predikantschap
Ryle verliet de universiteit met de intentie zich bij de eerste gelegenheid kandidaat te stellen voor het parlement, maar kon dit niet doen vanwege het faillissement van zijn vader. Hij aanvaardde de priesterwijding (1841-1842) en werd kapelaan in Exbury, Hampshire. In 1843 werd hij benoemd tot predikant van St. Thomas in Winchester, die hij het jaar daarop verruilde voor die van Helmingham in Suffolk. Daar bleef hij tot 1861, toen hij ontslag nam voor de pastorie van Stradbroke in dezelfde county. De restauratie van de kerk van Stradbroke was te danken aan zijn initiatief. In 1869 werd hij benoemd tot deken van het platteland van Hoxne en in 1872 tot erekanunnik van Norwich. Hij was predikant in Cambridge in 1873 en het jaar daarop, en in Oxford van 1874 tot 1876, en in 1879 en het jaar daarop. In 1880 werd hij benoemd tot deken van Salisbury en op 19 april werd hij onmiddellijk bevorderd tot de nieuw gecreëerde zetel van Liverpool, die hij bekwaam bestuurde tot aan zijn dood in Lowestoft op 10 juni 1900. Hij is begraven in de All Saints Church, Childwall, Liverpool.

## Familie
Ryle trouwde drie keer, maar zijn eerste twee vrouwen stierven jong. Het eerste huwelijk was op 29 oktober 1845 met Matilda Charlotte Louisa. Het tweede, in maart 1850, was met Jessy. Het derde, op 24 oktober 1861, was met Henrietta. Hij had een dochter bij zijn eerste vrouw en vier andere kinderen bij zijn tweede vrouw Jessy. Zijn tweede zoon, Herbert Edward Ryle, ook een geestelijke, werd achtereenvolgens bisschop van Exeter, bisschop van Winchester en deken van Westminster.

### Werken geschreven door Ryle (een selectie)
- 1856: Expository Thoughts on Matthew
- 1857: Expository Thoughts on Mark
- 1858: Expository Thoughts on Luke
- 1869: Expository Thoughts on John
- 1873: Christian Leaders of the Last Century
- 1878: Practical Religion: Being Plain Papers on the Daily Duties, Experience, Dangers, and Privileges of Professing Christians
- 1879: Holiness: Its Nature, Hindrances, Difficulties and Roots
- 1890: Light From Old Times: or Protestant Facts And Men

### Nederlandse vertalingen
- Waarschuwing aan de kerken, vertaling door ds. C. Smits [Oorspronkelijke titel Warnings to the Churches.]  (1972) [2017 verscheen een nieuwe uitgave van dit boek]
- Het hart van het christelijk geloof, vertaling drs. J.H. van der Kamp, samenstelling ds. A. Baars en ds. K. ten Klooster [oorspronkelijke titel Old Paths, Cambridge 1977]  (1991)
- Nu dan, kinderen, hoort naar mij, Bijbelvertellingen, vertaald door N. A. Eikelenboom [oorspronkelijke titel Children's Stories]  (2002)
- Een veilig geleide, preken van J.C. Ryle, vertaald N.A. Eikelenboom (2009)

### Werken geschreven over Ryle
Murray, Iain H., J.C. Ryle, Eenzaam om het Evangelie [oorspronkelijke titel J.C. Ryle, Prepared to stand alone, Edinburgh (Banner of Truth) 2016] (2016) 